# 螺顶浮屠
螺顶浮屠，位于中国广东省韶关市仁化县丹霞山海螺峰顶，为仁化县的一个县级文物保护单位，类型为古建筑，公布时间为1989年6月3日。
螺顶浮屠的历史年代为清初。